# Jonas Hellborg
Jonas Hellborg (Göteborg, 1958. június 7. –) svéd basszusgitáros, aki leginkább fúziós jazz muzsikusként ismert, de pályafutása során szerepelt világzenei, és hard rock/metal albumokon is. Saját neve alatt és más előadókkal egyaránt készített lemezeket pályafutása során, de az 1980-as évek közepén megfordult a fúziós jazz egyik legismertebb zenekarában a Mahavishnu Orchestrában is. Emellett olyan zenészekkel dolgozott együtt, mint John McLaughlin, Ustad Sultan Khan, Fazal Qureshi, Bill Laswell, Shawn Lane, Jens Johansson, Michael Shrieve, V. Selvaganesh, Mattias Eklundh és Buckethead.

## Életrajz

### 1976–1990
12 éves korában kezdett basszusgitározni, többek között olyan zenekarok hatására, mint a Cream és a Deep Purple, de Jimi Hendrixet is jelentős hatásaként említi. Ennek megfelelően blues és hard rock dalokat tanult játszani, mígnem felfedezte magának a Mahavishnu Orchestra 1971-es The Inner Mounting Flame albumát. A korong nemcsak zenei ízlésére, de későbbi karrierjére is jelentős befolyással volt. 16 éves korában kezdett el jazz leckéket venni, de komoly érdeklődést mutatott a komolyzene iránt is. Felfedezte magának az avantgárd jazz szaxofonos Albert Aylert, de előszeretettel hallgatta John Coltrane lemezeit is. Zenei fejlődésében nagy szerepet játszottak Miles Davis In a Silent Way és Bitches Brew című albumai, melyek révén Hellborg felfedezte magának a fúziós jazz egyik legnagyobb hatású gitárosát John McLaughlint is.
Profi karrierje 1976-ban kezdődött, a következő években helyi rockzenekarokkal turnézott.
Az évtized végén elhatározta, hogy szólókarrierbe kezd, ezért Londonba költözött. Itt különböző projektekben szerepelt, de 1981-ben fellépett a montreuxi jazz fesztiválon is. Játékára felfigyelt az ismert jazz szaxofonos Michael Brecker is, aki ezt követően bemutatta John McLaughlinnak és Billy Cobhamnek a svéd basszusgitárost. Hellborg ezt követően több szalagot is adott McLaughlinnak, Brecker pedig New Yorkba hívta, ahol több koncerten is együtt léptek fel. Az 1980-as évek elején az ütőhangszereken játszó, a Traffic soraiból is ismert Rebop Kwaku Baah társaságában dolgozott egy projekten. Az együttműködést Baah 1983-ban bekövetkezett halála hiúsította meg. Ezt követően Hellborg visszautazott Londonba, ahol befejezte a félbeszakadt Melodies in a Jungle Man's Head című album munkálatait.
1982-ben a művészi szabadsága érdekében létrehozta Day Eight nevű kiadóját. Első szólóalbuma 1982-ben jelent meg The Bassic Thing címmel.
1983 májusában csatlakozott az avantgárd zongorista Michael J. Smith és a Carlos Santana mellől ismert dobos Michael Shrieve társaságához, hogy rögzítsék az All Our Steps albumot.
1984-ben John McLaughlin kérésére részt vett a Mahavishnu Orchestra újjáalakulásában, első közös koncertjüket Párizsban egy TV műsorban adták Billy Cobham dobossal.
Hellborg 1988-ig volt a Mahavishnu Orchestra tagja, de emellett szakított időt szólókarrierjére is. Második lemeze Elegant Punk címmel 1984-ben jelent meg, de a 80-as évek közepén John McLaughlinnal duóban is adott koncerteket.
Emellett 1986-ban és 1987-ben együtt turnézott Ginger Baker dobossal és a billentyűs hangszereken játszó Bernie Worrelllel is.
Az évtized közepén felbukkant egy AXIS nevű projektben is, ahol Bernie Worrell mellett Bernard Fowler és Anton Fier voltak a partnerei.
A Mahavishnu Orchestra 1986-ban megjelenő Adventures in Radioland albumát követően a McLaughlin/Hellborg duó Japánban, Európában és az Egyesült Államokban adott koncerteket. 1988-ban McLaughlin és Hellborg csatlakozott az indiai ütőhangszeres Trilok Gurtu amerikai turnéjához. A Mahavishnu Orchestra feloszlása után Hellborg New Yorkba költözött és létrehozta saját zenekarát, melynek a török származású Aydin Esen (billentyűs hangszerek) és Kenwood DENNARD (dob) volt a tagja. Később a Yngwie J. Malmsteen mellől ismert Jens Johansson (billentyűs hangszerek) és testvére a dobos Anders Johansson voltak Hellborg társai. Az Esen-DENNARD-Hellborg felállású formáció egy Európa turnét bonyolított le, valamint TV fellépéseket adott, de albumot nem készített. Jens Johansson 1990-ben a Dio zenekarral turnézott, ez idő alatt Hellborg ismét projektezésbe fogott.

### 1990– napjainkig
1990-ben Hellborg és a basszusgitáros/producer Bill Laswell létrehozta a Greenpoint Recording stúdiót New Yorkban. Hellborg ezt követően együtt dolgozott Tony Williamsszel. A The Word albumon Hellborg és Williams mellett egy vonónégyes is felbukkant, a dalokban pedig Hellborg első ízben használta speciális, akusztikus Wechter basszusgitárját. A hangszernek egy teljes albumot is szentelt az 1991-es The Silent Life képében. 1991-ben Ginger Baker és Jens Johansson társaságában rögzítette az Unseen Rain albumot, majd Európa turnét is tett a trió. A 90-es évek elején több projekben is szerepelt, ezek egyike volt a Bill Laswell és Peter Brotzman társaságában létrehozott Ode to a Tractor, vagy az Octave of the Holy Innocents album, melyen Michael Shrieve és Buckethead voltak a partnerei.
1993-ban Párizsba költözött, ezt követően szólókoncerteket adott és közel-keleti zenészekkel dolgozott együtt. 1994-ben az ütőhangszereken is játszó dobossal Glen Velezzel adott ki egy Ars Moriende című albumot, majd Shawn Lane gitárossal dolgozott együtt. Első albumuk Abstract Logic címmel jelent meg 1995-ben. A korongon Kofi Baker dobolt, őt később Jeff Sipe váltotta. Lane és Hellborg 2003-ig több albumot is kiadott együtt, melyeken a jazz mellett a világzene is megtalálható.
1995-ben kínai zenészekkel dolgozott együtt, közöttük a fuvolán játszó Du Ci Wennel is.
1998-ban találkozott az ütőhangszereken játszó V. Selvaganeshel, akivel hamarosan duóban kezdett el dolgozni. Később csatlakozott hozzájuk Shawn Lane is, valamint Selvaganesh két testvére V. Umashankar és V. Umamahesh is. Ez a felállás két CD-t és két DVD-t is kiadott Lane 2003-ban bekövetkezett haláláig. Hellborg ezt követően továbbra is az indiai és a nyugati zene egyesítésén fáradozott, így együtt dolgozott olyan indiai zenészekkel, mint Debashish Bhattacharya, Niladri Kumar, Vikku Vinayakram, Tanmoy Bose és U. Shrinivas.
A 2000-es évek második felében Selvaganesh, Mattias Eklundh, valamint Anders és Jens Johansson társaságában készített lemezt, mely Art Metal címmel 2007-ben jelent meg. A lemezen Hellborg jazzes játéka keveredett Eklundh egyéni felfogást tükröző rock/metal témáival, melyekben az improvizáció is kiemelt fontossággal bír.

## Stílus, hangszer
Jonas Hellborg nevét általában a fúziós jazz kapcsán emlegetik a legtöbbet, de pályafutása során készített világzenei albumokat is, valamint gyakran említik ethno előadóként is. Emellett különféle zenei kalandozásai között megtalálható a hard rock, illetve a metal is. Vitruóz játékában nagy szerepet kap a gyorsaság, valamint az improvizáció, ezért John Bush az AllMusic írója, a „vad improvizátor” névvel illette.
Az 1980-as évek eleji felbukkanásakor nagy érdeklődést keltett újszerű megközelítése, elsősorban a slap technika magas szintű alkalmazása, de basszusgitáros mívolta ellenére nagy gondot fordított az akkordjátékra is. Játéktechnikáját demonstrálja az a két könyv, melyek a 80-as évek elején jelentek meg. Ezek közül a Thumb Bassics a slap technikával foglalkozik, míg a másik kiadványban a svéd zenész akkordjátékával ismerkedhetnek meg az olvasók.
Első albuma a The Bassic Thing tekinthető az első olyan lemeznek, melyen a basszusgitáré a főszerep.
Hellborg már pályafutása kezdetén foglalkozott hangszertervezéssel, így viszonylag hamar kezdett el saját modelleket használni. 1983-ban szerződést kötött az Aria céggel, így saját nevével ellátott modellek is készültek, de hozzá fűződik az első biamped basszus erősítő is, mely az olasz FBT cég segítségével készült el. Az 1980-as évek elején a brit Wal céggel dolgozott együtt, mely fretted és fretless basszusgitárokat készített a muzsikus számára, de egy dupla nyakú gitár is szerepelt Hellborg kérései között. 1984-ben kezdett akusztikus basszusgitárt is használni, melyet Abraham Wechter hangszerkészítő mester készített el számára.
Már egy jóideje a Warwick céggel áll szerződésben, ahol saját nevével ellátott gitárok és erősítők egyaránt megtalálhatóak.

## Diszkográfia
A lista nem teljes, egy bővebb összeállítás itt tekinthető meg.
Szólólemezek, projektek
- The Bassic Thing (szóló) (1982),[2] Day Eight Music
- Elegant Punk  (szóló) (1984), Day Eight Music
- Axis (1988), Day Eight Music
- Adfa (1989), Day Eight Music
- Bass, Day Eight Music
- The Silent Life (akusztikus basszusgitárral készült szólólemez) (1991), Day Eight Music
- Jonas Hellborg Group (1990), Day Eight Music
- Jonas Hellborg Group E (1991), Day Eight Music
- The Word (1991), Axiom
- Abstract Logic, Bardo
- Octave of the Holy Innocents (1993), Day Eight Music (re-released 2003, Bardo)
- Temporal Analogues of Paradise, Bardo
- Time Is the Enemy, Bardo
- Aram of the 2 Rivers (1999), Bardo
- Zenhouse (1999), Bardo
- Good People in Times of Evil, Bardo
- Personae, Bardo
- Icon: A Transcontinental Gathering, Bardo
- Paris (DVD) Bardo
- Kali's Son (2006), Bardo
- Art Metal (2007), Bardo

Mahavishnu Orchestra
- Mahavishnu, (1984) Warner Bros.
- Adventures in Radioland, (1986) Relativity

Deadline
- Dissident (1991), Day Eight Music
- Down by Law, Cell

Michael Joseph Smith
- Faces, Day Eight Music
- All our steps, Day Eight Music

Michael Shrieve
- Two Doors, CMP
- THE LEAVING TIME, NOVUS/BMG

Public Image Ltd
- Album, Virgin

Trilok Gurtu
- Usfret, CMP

Sultan Khan és Fazal Qureshi
- Friends Across Boundaries, Ninaad Music

Ginger Baker
- Unseen Rain, Day Eight Music
- Middle Passage, Axiom

Kollektiv
- feat. Jonas Hellborg, ITM

Jens Johansson
- Fjäderlösa tvåfotingar, Day Eight Music

Anders Johansson
- Shutka, Day Eight Music
- Red Shift, Heptagon

RAF (+ Peter Brötzmann, Bill Laswell, Jamal Evans)
Ode to a Tractor (1992), Day Eight Music
Reebop
Melodies in a Jungle Man's Head, Day Eight Music
Shining Path
- No Other World (1992)